# Marius Cozmiuc
Marius Vasile Cozmiuc (Suceava, 7 settembre 1992) è un canottiere rumeno.

## Biografia
Si è laureato vicecampione del mondo ai mondiali di Plovdiv 2018, gareggiando con Ciprian Tudosă.

## Palmarès
- Mondiali

Plovdiv 2018: argento nel 2 senza
- Europei

2012: argento nel 4 senza
2013: argento nel 4 senza
Račice 2017: argento nel 4 senza
Glasgow 2018: bronzo nel 2 senza
Lucerna 2019: argento nel 2 senza
Poznań 2020: oro nel 2 senza